# Giuliano Marco Giampiccoli
Giuliano Marco Giampiccoli (Belluno, 3 maggio 1703 – Belluno, 10 dicembre 1759) è stato un incisore italiano.

## Biografia
Nacque in un'antica casata della borghesia locale, figlio di Girolamo e Livia Ricci. Quest'ultima era sorella del pittore Marco, esponente di una famiglia di artisti che aveva contribuito a far conoscere la scuola bellunese a livello internazionale; la carriera del Giampiccoli fu chiaramente influenzata da questa illustre parentela, tanto da renderlo il primo fra gli incisori della sua città e il tramite tra le botteghe veneziane di calcografia e la celebre stamperia Remondini di Bassano (pur gestendo una propria impresa editoriale).
Almeno dal 1725 cominciò ad alternarsi tra Belluno e Venezia, dove aveva probabilmente cominciato l'apprendistato (forse nella bottega di Giuseppe Wagner).
Nel gennaio 1732 sposò a Venezia Maddalena Bertola (sembra che fosse anch'essa bellunese per via materna) e si stabilì nella parrocchia di Sant'Antonino. Attorno al 1738 cominciò ad esercitare l'attività di incisore nella medesima località, come testimoniato da Tommaso Temanza e dai documenti dell'epoca.
Verso il 1740 iniziò a dirigere la bottega incisoria dei Remondini. Di questo periodo abbiamo dettagliate notizie grazie al ricco epistolario che intratteneva con i titolari della stamperia, oggi conservato presso la Biblioteca del Museo civico di Bassano. I rapporti fra le due parti furono spesso segnati da pesanti contrasti, ma resistettero sino alla morte dell'artista.
Non spezzò, tuttavia, i legami con Belluno, dove continuò a trascorrere dei periodi (tanto che vi nacquero alcuni suoi figli) sino al definitivo ritorno nel 1751. Inoltre, almeno dal 1747, vi aveva aperto una propria tipografia, in seguito ceduta - almeno in parte - all'aiutante Simone Tissi, forse a causa della sempre più intensa attività incisoria.
Ne seguì le orme il figlio Marco Sebastiano.

## Opere
Gli aspetti più noti della sua produzione sono quelli legati al paesaggismo riccesco. In questo gruppo ricade la serie di 48 stampe da invenzioni del Ricci commissionate dal mercante di carta Bartolomeo Zucconi, ultimata già nel 1739 ma pubblicata, in due album, solo dopo il 1743. Nella realizzazione delle figure si può constatare l'intervento di Giambattista Tiepolo, agli esordi nell'arte incisoria.
Seguirono poi altre serie di stampe, sempre sulla base di opere del Ricci, in formati più grandi: 13 soggetti per la calcografia di Wagner costituenti Raccolta di 12 paesi inventati e dipinti dal celebre Marco Ricci, un gruppo di 12 stampe, ancora per Wagner, eseguito in collaborazione con Francesco Bartolozzi e altre stampe di grandi dimensioni derivate da dipinti di Francesco Zuccarelli e del Ricci per i Remondini.
Per quanto riguarda l'illustrazione libraria, il Giampiccoli partecipò con altri (tra cui Francesco Piranesi e il Wagner) all'album con le Vedute delle ville d'altri luoghi della Toscana da disegni di Giuseppe Zocchi e stampata nel 1744 da Giuseppe Allegrini; sua, in particolare, l'incisione riguardante la villa Pozzolatico. Per lo stesso editore collaborò nel 1751 alle Pitture del salone imperiale del palazzo di Firenze con dipinti del Volterrano.
Due sono però le serie più importanti: le 34 tavole per la Divina Commedia, pubblicata da Antonio Zatta nel 1757-58, e le incisioni da Pietro Antonio Novelli per le Commedie di Carlo Goldoni, edite da Giovanni Battista Pasquali in 17 volumi tra il 1761 e il 1777.